# George Farmer
George Farmer (Tacoma, 4 ottobre 1938) è un ex slittinista statunitense. Ha partecipato alla competizione del singolo maschile di slittino ai Giochi olimpici invernali del 1964.

## Partecipazioni olimpiche
| Competizione | Pos. | Data            | Città     |
| ------------ | ---- | --------------- | --------- |
| Singolo      | 29ª  | 4 febbraio 1964 | Innsbruck |